# Dębicz (Środa Wielkopolska)
Pour les articles homonymes, voir Dębicz.
Dębicz (prononciation : [ˈdɛmbit͡ʂ]) est un village polonais de la gmina de Środa Wielkopolska dans le powiat de Środa Wielkopolska de la voïvodie de Grande-Pologne dans le centre-ouest de la Pologne.
Il se situe à environ 5 kilomètres au nord-est de Środa Wielkopolska (siège de la gmina et du powiat) et à 31 kilomètres au sud-est de Poznań (capitale régionale).

## Histoire
De 1975 à 1998, le village faisait partie du territoire de la voïvodie de Poznań.

Depuis 1999, Dębicz est situé dans la voïvodie de Grande-Pologne.